# فيلق إس إس بانزر السابع
فيلق إس إس بانزر السابع فيلق بانزر التابعة لفافن-إس إس لألمانيا النازية التي لم تشارك أبدًا في الأعمال العدائية. في 30 يونيو 1944، تم دمج الفيلق في فيلق إس إس بانزر الرابع.

## التاريخ
تم إنشاء مقر الفيلق السابع إس إس المدرع في 3 أكتوبر 1943 في معسكر التدريب في مورانج (شمال شرق فرنسا). كان المقصود من الفيلق الجديد تضمين فرقة إس إس العاشرة فروندسبيرجوفرقة إس إس 17 بانزرجرينادير غوتز فون بيرليتشينغن . كلا الفرقتين كانتا لا تزالان قيد التدريب.
في نهاية ديسمبر 1943، تم تكليف SS-Gruppenführer Matthias Kleinheisterkamp بقيادة الفيلق، ولكن في فبراير 1944 حصل أيضًا على قيادة فيلق إس إس بانزر III. بدون وجود قائد، تم نقل أفراد هيئة الأركان إلى وحدات أخرى. في فبراير 1944، كان الموظفون يتألفون فقط من ضابط واحد وضابط صف. في مارس 1944، تم نقل فرقة إس إس بانزر العاشرة إلى الجبهة الشرقية. بعد الإنزال في نورماندي، تمت إضافة فرقة إس إس SS غرينداير 17 إلى الجيش السابع.

## قادة الفيلق
- 25 مايو 1944 - 30 يونيو 1944 : إس إس- أوبر غروبن فوهررماتياس كلاينهيستركامب